# 阴茎羡妒
陰莖嫉妒、阴茎羡妒或阳具羡妒（德語：Penisneid）是西格蒙德·弗洛伊德所提出的女性性心理發展理論中的一個階段。佛洛伊德認為，陰莖嫉妒階段開始於對母親的依戀過渡到與母親競爭父親的關注和感情的過程。該理論受許多精神分析學家批評。

## 弗洛伊德的理论
陽具崇拜是由弗洛伊德提出的一种心理状态假定。弗洛伊德认为由于男女生理构造的差别，女孩很容易对男孩的强壮以及各種生理狀况產生妒忌，於是產生了試圖成為男孩的性别困擾——就构成了所谓的陽具崇拜。之所以产生这样的心理狀态，是因为社会的构成中，时常造成了女孩的无力感。
弗洛伊德的心理分析理论假定，无意识的阴茎羡慕是女孩性心理發育过程中的一个普遍现象，在3至5岁的女孩中最为突出。

## 不同意见
霍妮与阿德勒都对弗洛伊德这样的理论提出了不同意见。阿德勒认为女孩希望成为男孩是因为希望拥有那些被我们的文化认为属于男孩的特质或特权，比如力量、勇气、独立、成功、性自由及选择伴侣的权利这些文化因素而非生物因素即并非对阴茎本身的羡慕。霍妮则在之后的一篇论文中提到当男孩发现自己没有怀孕生育的本能时，他们反而会产生妒忌及自卑，所以男孩表现出的进取心，争取成功是对这种自卑感的补偿。但這同樣可能來自文化因素而非生物因素即并非对怀孕生育的本能的羡慕。